# الینور فر
الینور فر (انگلیسی: Elinor Fair؛ ۲۱ دسامبر ۱۹۰۳ – ۲۶ آوریل ۱۹۵۷) یک هنرپیشه اهل ایالات متحده آمریکا بود.